# Grand Conseil du canton des Grisons
Pour les autres articles nationaux ou selon les autres juridictions, voir Grand Conseil.
Législature 2022-2026
Bâtiment du Grand Conseil (de)
Le Grand Conseil (en allemand : Grosser Rat ; en romanche : Cussegl grond ; en italien : Gran Consiglio) est le parlement cantonal du canton suisse des Grisons.
Il est composé de 120 députés élus pour quatre ans.

## Composition et élection
Le Grand Conseil est composé de 120 membres, élus pour quatre ans à la double proportionnelle dans les 39 arrondissements électoraux (Wahlkreis ; circul electoral ; circondario elettorale) du canton. Jusqu'en 2018, il était élu au scrutin majoritaire plurinominal par arrondissement électoral,,.

### Législature 2018-2022
Le Centre (53 sièges), PLR (36 sièges), PS (19 sièges), UDC (9 sièges) et PVL (3 sièges).

Composition 2018-2022

| Nom             | Communes | Sièges (nombre de communes) |
| --------------- | --- | --------------------------- |
| Alvaschein      | Albula/Alvra et Vaz/Obervaz | 2 (2 communes)              |
| Avers           | Avers | 1 (1 commune)               |
| Belfort         | Lantsch/Lenz et Schmitten | 1 (2 communes)              |
| Bergün          | Bergün Filisur | 1 (1 commune)               |
| Bregaglia       | Bregaglia | 1 (1 commune)               |
| Breil/Brigels   | Breil/Brigels | 1 (1 commune)               |
| Brusio          | Brusio | 1 (1 commune)               |
| Calanca         | Buseno, Calanca, Castaneda, Rossa et Santa Maria in Calanca                                                                                    | 1 (5 communes)              |
| Coire           | Coire | 21 (1 commune)              |
| Churwalden      | Churwalden et Tschiertschen-Praden | 1 (2 communes)              |
| Davos           | Davos | 6 (1 commune)               |
| Disentis        | Disentis/Mustér, Medel (Lucmagn), Sumvitg, Trun et Tujetsch                                                                                    | 4 (5 communes)              |
| Domleschg       | Domleschg, Fürstenau, Rothenbrunnen, Scharans et Sils im Domleschg                                                                             | 3 (5 communes)              |
| Fünf Dörfer     | Landquart, Trimmis, Untervaz et Zizers | 11 (4 communes)             |
| Ilanz           | Falera, Ilanz/Glion, Laax, Obersaxen Mundaun, Sagogn et Schluein                                                                               | 6 (6 communes)              |
| Jenaz           | Fideris, Furna et Jenaz | 1 (3 communes)              |
| Klosters        | Klosters | 3 (1 commune)               |
| Küblis          | Conters im Prättigau et Küblis | 1 (2 communes)              |
| Lumnezia/Lugnez | Lumnezia et Vals | 2 (2 communes)              |
| Luzein          | Luzein | 1 (1 commune)               |
| Maienfeld       | Fläsch, Jenins, Maienfeld et Malans | 5 (4 communes)              |
| Mesocco         | Lostallo, Mesocco et Soazza | 1 (3 communes)              |
| Oberengadin     | Bever, Celerina/Schlarigna, Madulain, Pontresina, La Punt Chamues-ch, Samedan, Saint-Moritz, S-chanf, Sils im Engadin/Segl, Silvaplana et Zuoz | 8 (11 communes)             |
| Poschiavo       | Poschiavo | 2 (1 commune)               |
| Ramosch         | Samnaun et Valsot | 1 (2 communes)              |
| Rhäzüns         | Bonaduz, Domat/Ems et Rhäzüns | 7 (3 communes)              |
| Rheinwald       | Rheinwald et Sufers | 1 (2 communes)              |
| Roveredo        | Cama, Grono, Roveredo et San Vittore | 3 (4 communes)              |
| Safien          | Safiental | 1 (1 commune)               |
| Schams          | Andeer, Ferrera, Muntogna da Schons, Rongellen et Zillis-Reischen                                                                              | 1 (5 communes)              |
| Schanfigg       | Arosa | 2 (1 commune)               |
| Schiers         | Grüsch et Schiers | 3 (2 communes)              |
| Seewis          | Seewis im Prättigau | 1 (1 commune)               |
| Suot Tasna      | Scuol | 3 (1 commune)               |
| Sur Tasna       | Zernez | 1 (1 commune)               |
| Surses          | Surses | 1 (1 commune)               |
| Thusis          | Cazis, Flerden, Masein, Thusis, Tschappina et Urmein                                                                                           | 4 (6 communes)              |
| Trins           | Felsberg, Flims, Tamins et Trin | 5 (4 communes)              |
| Val Müstair     | Val Müstair | 1 (1 commune)               |

## Compétences et organisation
Le Grand Conseil se réunit six fois l'an pour des sessions qui durent en principe trois jours.

## Histoire
Les premières élections à la double proportionnelle le 15 mai 2022, qui voient un nombre record de candidats, bouleversent la composition du parlement : Le Centre et le PLR reculent respectivement de 19 et de 9 sièges tandis que l'UDC, la gauche (liste unie PS et Verts) et les Vert'libéraux progressent de 16, 9 et 4 sièges. Par ailleurs, les femmes, qui ne possédaient que 21 % des sièges, en occupent désormais un bon tiers,.